# Morpeth Castle
Morpeth Castle är ett slott i Storbritannien.   Det ligger i grevskapet och kommunen Northumberland i riksdelen England, i den centrala delen av landet, 400 km norr om huvudstaden London. Morpeth Castle ligger 56 meter över havet.
Terrängen runt Morpeth Castle är platt, och sluttar österut. Runt Morpeth Castle är det tätbefolkat, med 369 invånare per kvadratkilometer. Närmaste större samhälle är Morpeth, 0,63 km norr om Morpeth Castle. Trakten runt Morpeth Castle består i huvudsak av gräsmarker.